# Люлин (станция метро)
Люлин (болг. Люлин) — станция Софийского метрополитена. Расположена на 1-й линии, между станциями «Сливница» и «Западный парк».
Открыта 28 января 1998 года в составе первого пускового участка Софийского метрополитена «Сливница» — «Константин Величков».

## Конструкция
Колонная трёхпролётная станция мелкого заложения.